# Bracebridge
Bracebridge ist eine Stadt in Kanada und Verwaltungssitz der Muskoka District Municipality in Ontario.
Die Stadt wurde 1875 nach einem Buch von Washington Irving, Bracebridge Hall, benannt. Bracebridge liegt mit seinen rund 16.000 Einwohner am 45. Breitengrad, also genau in der Mitte zwischen Äquator und Nordpol. Mit Santa’s Village, einem Weihnachtsthemenpark, verfügt die Stadt über eine regionale Touristenattraktion.
Der Politiker und 19. Premierminister von Ontario Frank Miller (1927–2000) verbrachte seine letzten Jahre in Bracebridge und starb dort im Jahr 2000.

## Persönlichkeiten
- Frank Lindsay Bastedo (1886–1973), Rechtsanwalt und Vizegouverneur der Provinz Saskatchewan.
- Megan Farrell (* 1992), Snowboarderin
- Natalia Hawthorn (* 1995), Mittelstreckenläuferin